# Ibexul din Pirinei

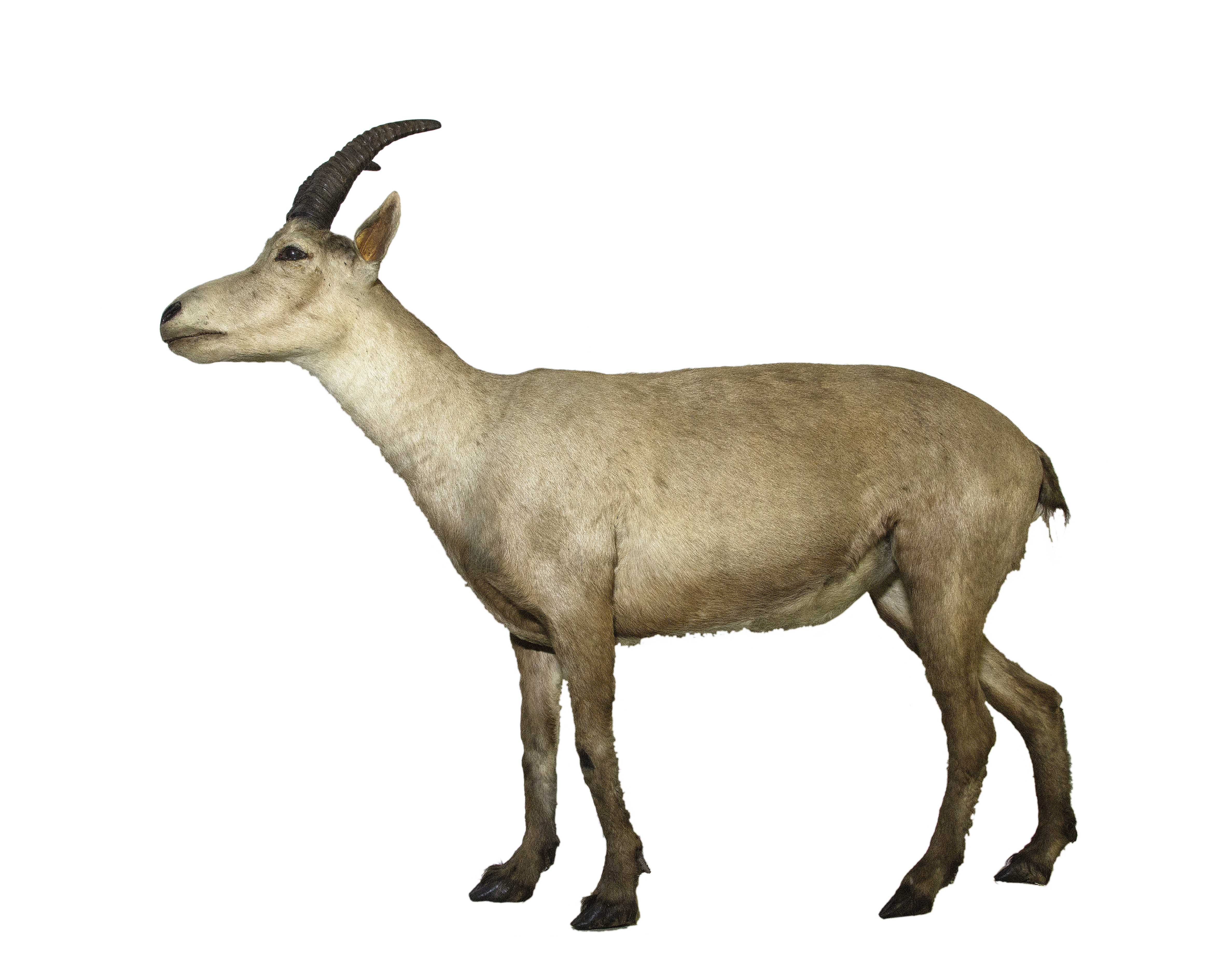
Capra pyrenaica pyrenaica - MHNT

Ibexul din Pirinei (Capra pyrenaica pyrenaica), denumirea comună Bucardo, a fost una dintre cele patru subspecii ale ibexului spaniol, o specie care este endemică în Peninsula Iberică. Ibexul din Pirinei era întâlnit frecvent în Munții Cantabrici, sudul Franței și în nordul Munților Pirinei. Aceasta specie a fost comuna în timpul Holocenului și al Pleistocenului. În ianuarie 2000, ibexul din Pirinei a dispărut complet, dar oamenii de știință au încercat să-l cloneze folosind ADN de la una dintre ultimele femele; o astfel de clonă a murit la șapte minute după naștere. Alte subspecii au supraviețuit: ibexul spaniol de vest, sau ibexul Gredos și ibexul din sud-estul Spaniei, în timp ce ibexul portughez a dispărut deja. Ultimul ibex din Pirinei a dispărut înainte ca oamenii de știință să îl analizeze în mod corespunzător, taxonomia acestei subspecii fiind controversată.

## Istorie
Există mai multe teorii cu privire la evoluția și migrarea istorică a C. pyrenaica în Peninsula Iberică, precum și relația dintre diferitele subspecii. O posibilitate este că C. Pyrenaica a evoluat de evoluat de la un strămoș legat de Capra Caucaziana din orientul mijlociu la începutul ultimei perioade glaciare(120-80 km) ). C. pyrenaica probabil sa mutat de la Alpii de nord prin sudul Franței în zona perioadei Magdalenian aproximativ la 18 milioane de ani. Dacă acesta este cazul C. caucasica praepyrenaica ar fi putut fi mai diferit de celelalte trei specii de ibex care locuiau în Peninsula Iberică decât oamenii de știință știu în prezent. De exemplu, aceasta ar însemna ca C. pyrenaica (posibil 18 km migrația) și C. ibex (300 km migrarea mai devreme) ar fi evoluat din strămoși diferiți și au morfologic mai diferit genele lor separate. Este cunoscut faptul că toate cele patru subspecii au trăit împreună în timpul Pleistocenului superior, dar oamenii de știință nu sunt siguri de cât de mult schimb genetic ar putea fi. Problema cu această teorie este că genetica sugerează că C. pyrenaica și C. ibex poate fi împărtășit o origine mai frecventă eventual Capra Camburgensis. Există mai multe versiuni când C. pyrenaica sau C. ibex au migrat mai târziu și au evoluat în Peninsula Iberică. Este posibil ca C. pyrenaica deja să fi trăit în Peninsula Iberică, atunci când au început să migreze ibexul prin Alpi. Dovezile genetice sprijină, de asemenea teoria că mai multe subspecii de Capra au migrat în regiunea iberică la aproximativ aceeași perioadă de timp. Hibridizarea poate fi fost posibil, dar rezultatele nu sunt concludente.

## Comportamentul și caracteristicile fizice
Ibexul din Pirinei a avut blana scurtă, care variază în funcție de anotimpuri. În timpul verii părul ei este mai scurt, iar în timpul iernii părul ei este lung și mai gros. Părul de pe gâtul ibexului rămâne în toate anotimpurile. Masculi și femelele de ibex ar putea fi distinse din cauza diferențelor de culoare, blana și corn. Masculul are culoarea maro gri decolorat în timpul verii, și sunt decorați cu negru în mai multe zone pe corp, cum ar fi coama, membrele anterioare și frunte. În timpul iernii, Ibexul este mai puțin colorat. Masculul devine dintr-un maro cenușiu la un gri monoton și unele zonele în care a fost cândva negru, a devenit plictisitor și decolorat. Ibexul feminin pe de altă parte, ar putea fi confundat cu un cerb de la blana sa maro pe tot parcursul verii. Spre deosebire de masculul Ibex, o femelă lipsită de colorat negru. Ibexul tânăr au fost colorați ca femela pentru primul lor an de viața. Masculul are coarne mari, groase, curbate spre exterior și înapoi, apoi spre exterior și în jos, apoi spre interior și în sus. Suprafața cornului este crestată, crestele se dezvoltă progresiv cu vârsta. Crestele reprezintă fiecare un an, astfel încât numărul total ar corespunde cu vârsta ibexului. Femela are coarne scurte, cilindrice. Ibexul se hrănește cu vegetație, cum ar fi iarbă și plante. Ibexul din Pirinei migrează în funcție de anotimpuri. În primăvara anului Ibexul migrează la munte, unde femelele și masculii se împerechează. Femelele, primăvara se separă în mod normal de masculii pentru a da naștere în zone mai izolate. Puii sunt de obicei născuți în luna mai, de obicei individual. În timpul iernii migrează la văi care nu sunt acoperite cu zăpadă. Aceste văi le-a permis să-și continue dieta lor, indiferent de sezon.

## Habitat
Specia a fost adesea văzută în unele părți ale Franței, Portugaliei, Spaniei, iar Andorra, dar nu la fel de mult în zonele nordice ale Peninsula Iberică. În domenii precum Andorra și Franța în continent, Ibexul din Pirinei a dispărut pentru prima dată în extremitatea nordica a Peninsulei Iberice. Ibexul din Pirinei a fost estimat sa aibă o populație de 50. 000 de capete cu mai mult de 50 de alte sub-grupuri care au variat de la Sierra Nevadas la Sierra Morena și Muela de Cortes. Multe din aceste sub-grupuri au trăit în teren muntos care se extinde în Spania și Portugalia. Ultimi Ibex din Pirinei rămași au fost observați în zone din Orientul Mijlociu și Pirinei Orientali, sub 1. 200 de metri altitudine. Cu toate acestea, în zonele din sudul Franței și zonele înconjurătoare, ibexul a fost văzut la înălțimi de 350-925 și înălțimi între 1. 190-2. 240. Ibexul din Pirinei a fost destul de abundent până în secolul 14 și numerele nu s-au epuizat în regiune până la mijlocul secolului al 19-lea. Ibexul din Pirinei a avut tendința de a trăi în habitate stâncoase cu stânci și copaci intercalate cu pini. Cu toate acestea, patch-uri mici de roci în terenuri agricole sau diverse terenuri de-a lungul coastei iberice au format, de asemenea, un habitat adecvat. Ibexul a fost capabil să se disperseze și să colonizeze rapid. Ibexul din Pirinei a format o resursa utila pentru om, care poate fi fost un motiv pentru dispariția a acestora. Cercetătorii spun ca eventuala cădere ar fi putut fi cauzata de vânătoare continua și chiar probabil, faptul ca animalul nu a putut concura cu alte animale din zona. Cu toate acestea, motivele concrete pentru stingerea animalului este încă necunoscut. Subspecia odată a variat peste Pirinei din Franța și Spania și zona înconjurătoare, inclusiv Țara Bascilor, Navarra, la nord de Aragon și nord de Catalonia. Acum câteva sute de ani au fost numeroase, dar de 1900 numărul lor a scăzut mai puțin de 100. De la 1910 încoace numărul lor a scăzut la 40, iar subspecia a fost găsită doar într-o mica parte a Parcul Național Ordesa, în Huesca.

## Extincția
Ibexul din Pirinei a fost una din cele patru subspecii de Ibex iberic. Prima care a devenit dispărut a fost Ibexul portughez. Ibexul din Pirinei a fost al doilea, cu ultimul exemplar, o femela numita Celia, găsita
moarta în 2000. În Evul Mediu, Ibexul din Pirinei a fost foarte abundent dar a scăzut rapid în secolele 19 și 20, datorita vânătorii. În a doua jumătatea a secolului 20 doar o populație mica a supraviețuit în Parcul Național Ordesa situat în centrul Pirineilor. Concurența cu ungulate domestice și sălbatice, de asemenea a contribuit la dispariția Ibexul din Pirinei. O mare parte ADN-ul Ibexului Iberic este împărtășit cu oi, cu capre domestice, bovine și cabaline, în special în lunile de vara, atunci când au fost în pășunile înalte de munte. Acest lucru a dus la o concurența interspecifica (Fandos, 1991; Martinez, 1992) și pășunatul excesiv, care a afectat în special Ibexul în anii secetoși. În plus, introducerea de specii de ungulate non-native sălbatice în zonele ocupate de ibex (de exemplu, cerbi lopătari și Muflon în Sierra de Cazorla, Parcul Natural Segura y Las Vilals) a crescut presiunea pășunatului, precum și riscul de transmitere a ambelor boli native și exotice (Fandos&Reig, 1992). Ultimul Ibex din Pirinei natural, o femela pe nume Celia, a fost găsita moarta pe 6 ianuarie 2000. Deși cauza ei de deces este cunoscuta, motivul pentru Extincție a subspeciei este un mister. Unele ipoteze includ incapacitatea de a concura cu alte specii de animale, infecții și boli, și braconajul. Ibexul din Pirinei a devenit prima specie vreodată pentru a deveni „de-extincție”, pentru o perioada de șapte minute în ianuarie 2009, atunci când o femela ibex clonata sa născut vie și a supraviețuit un timp scurt, înainte de a muri de defecte pulmonare. 

## Proiect de clonare
Compania de biotehnologie Advanced Cell Technology. Inc a anunțat pe 8 octombrie 2000 ca guvernul spaniol a fost de acord la oferta lor de a utiliza transferul nuclear de clonare în colaborare cu alți parteneri științifici pentru a clona Ibexul din Pirinei din țesutul care a fost luat în 1999. Celia, ultimul Ibex, a fost capturat în Parcul Național Ordesa din Huesca, Spania;biopsii cutanate au fost luate și crioconservate în azot. Ea a murit la un an după țesutul recoltat din ureche. Era de așteptat sa fie mai ușor decât experimentul de clonare de pe cale de dispariție Gaur (Bos gaurus), ca biologia reproducerii caprelor este mai bine cunoscuta și durata normala de gestație este de doar 5 luni. În plus, numai anumite animale dispărute sunt candidați pentru donare din cauza necesitații de un surogat proxy adecvat pentru a transporta clona la termen. ACT a fost de acord cu guvernul din Aragon ca viitoarea clona a Ibexului din Pirinei va fi returnat în habitatul original. Celia furnizează probe de țesuturi adecvate pentru clonare. Cu toate acestea, încercările de a colan a subliniat o problemă majora: chiar dacă ar fi posibil sa se producă cu un  Ibex din Pirinei sănătos, nu exista masculi pentru clona de sex feminin pentru a se reproduce cu ea. Pentru a produce o populație viabilă cu un animal dispărut anterior, va trebui sa fie probe genetice de la mai multe persoane pentru a crea diversitate genetica în populația clonata. Acesta este un obstacol major în calea restabilirii unei populații de specii pe cale de dispariție prin clonare. O soluție ar putea fi sa treacă clone Celia cu masculi din alte subspecii, deși puii nu ar fi pur Ibexi din Pirinei. Un plan mai ambițios ar fi eliminarea unui cromozom X și un cromozom Y adăugat la alte subspecii existente, creând un ibex mascul, dar astfel de tehnologii nu exista încă și nu se știe dacă acest lucru va fi posibil, la toate, fără ireparabila deteriorare a celulei. Trei echipe de oameni de știința, doi spanioli și una franceza, sunt implicate în proiect de clonare. Una dintre echipele spaniole a fost condusa de către de Dr. Jose Folch de Zaragoza, de la Centrul de Tehnologii de Alimentare și Cercetare de Aragon. Celălalte echipe  au avut cercetători de la Institutul Național de Cercetare a Agriculturii și Industrii Alimentare, în Madrid. Proiectul este coordonat de Serviciului de Investigații pentru Alimentație și Agricultura a Guvernului din Aragon (spaniola: Servicio de Investigación Agroalimentaria del Gobierno de Aragón) și de institutul Național de Investigații și Alimentației și Agrara Tehnologie (Instituto Nacional de Investigación y Tecnologia Alimentaria y Agraria). Institutul Național de Investigații Agrară din Franța este, de asemenea, implicat în proiect. Cercetătorii au celule somatice adulte din țesuturi și le fuziona cu ovocitelor din capre care au avut nucleele lor îndepărtate. Scopul de a elimina nucleele din ovocitelor de capră a fost de a extrage ADN-ul tuturor țapilor, deci nu ar fi fost nici o contribuție genetica la clona de donator. Embrionii rezultați au fost transferați într-o capra domestica (Capra hircus), pentru a acționa ca o mama surogat. Primele încercări de clonare au eșuat. Din 285 de embrioni reconstruiți, 54 au fost transferați de la 12 ibex și ibex capra-hibrizi, dar numai doi au supraviețuit primele doua luni de sarcina înainte sa moară unul. În 2003, o clona a fost născut viu, dar a murit peste 10 minute, din cauza unor defecte fizice în plămâni. Nu a fost Atelectazie și un lob suplimentar în plămânul stâng. Acest lucru nu este surprinzător, deoarece defectele pulmonare au avut loc în clone de oaie înainte; celebra clona Dolly a avut un alt fel de defect pulmonar. Atelectazia nu permite absorbția normală de oxigen la nivelul țesuturilor sănătoase și este adesea legat de un Pneumotorax. ADN se descompune chiar și atunci când este congelat, iar ADN-ul este mai rău, pentru ca a fost luat de la un individ în vârsta (Celia era de 13). ADN-ul în vârsta este cunoscut a fi cauza a mai multe probleme a animalelor clonate, din cauza scurtului telemores, rezultând în durata de viața scurta. Acest lucru înseamnă ca clona dacă ar fi supraviețuit problemelor inițiale, tot ar fi putut avea o viață scurta. Aceasta a fost prima încercare de a revigora o subspecie dispăruta, deși procesul a început tehnic înainte de dispariția subspeciei. 